# Pesamino Taputai
Pesamino Taputai (ur. 20 marca 1949), francuski polityk, prezydent Zgromadzenia Terytorialnego (szef rządu) Wallis i Futuny od 11 kwietnia 2007 do 11 grudnia 2007 i ponownie od listopada/grudnia 2011 do 4 kwietnia 2012.
Do zgromadzenia został wybrany w wyborach 1 kwietnia 2007 z dystryktu Hahake na wyspie Uvea (Wallis). Obecnie jest członkiem Ruchu Demokratycznego (Mouvement démocrate). 11 kwietnia 2007 większością 11 z 20 głosów całego Zgromadzenia Terytorialnego został wybrany jego prezydentem.